# Thanos simonattoi
Thanos (podle komiksové postavy řady Marvel) byl rod abelisauridního teropoda, žijícího v období pozdní křídy (geologický stupeň santon, asi před 85 miliony let) na území dnešní Brazílie.

## Objev a popis
Thanos byl formálně popsán v listopadu roku 2018 na základě fragmentů kostry, objevené roku 2014 v oblasti São José do Rio Preto. Teropoda popsala dvojice paleontologů (Rafael Delcourt a Fabiano Vidoi Iori), druhové jméno je poctou objeviteli fosilie jménem Sérgio Luis Simonatto. Holotyp nese označení MPMA 08–0016/95 a v současnosti se nachází ve sbírkách brazilského muzea Museu de Paleontologia de Monte Alto. Má podobu pouze jednoho kompletního a jednoho fragmentárního krčního obratle, objevených v sedimentech souvrství São José do Rio Preto (geologická skupina Bauru).

## Popis
Thanos byl středně velkým teropodem, jehož celková délka je odhadována na 5,5 až 6,5 metru. Pravděpodobně patřil do kladu Brachyrostra v rámci čeledi Abelisauridae a jeho blízkým příbuzným tak byl například geologicky starší argentinský rod Skorpiovenator.